# Joe Budden
Joseph Anthony Budden (New York, 31 augustus 1980) is een Amerikaans rapper.
Budden bracht in 2003 zijn eerste album uit. Het droeg dezelfde titel als zijn artiestennaam: Joe Budden. Op dit album is onder andere de zomerhit "Pump It Up" te horen. Naast dit album heeft Budden zeven andere soloalbums geproduceerd.

## Discografie

### Singles
| Single met eventuele hitnotering(en) in de Nederlandse Top 40 | Datum van verschijnen | Datum van binnenkomst | Hoogste positie | Aantal weken | Opmerkingen                                        |
| ------------------------------------------------------------- | --------------------- | --------------------- | --------------- | ------------ | -------------------------------------------------- |
| Whatever u want                                               | 2004                  | 18-09-2004            | 16              | 6            | met Christina Milian / Nr. 20 in de Single Top 100 |

| Single met hitnotering(en) in de Vlaamse Ultratop 50 | Datum van verschijnen | Datum van binnenkomst | Hoogste positie | Aantal weken | Opmerkingen                                        |
| ---------------------------------------------------- | --------------------- | --------------------- | --------------- | ------------ | -------------------------------------------------- |
| Whatever u want                                      | 2004                  | 23-10-2004            | 30              | 5            | met Christina Milian / Nr. 23 in de Radio 2 Top 30 |

- Bibliothèque nationale de France: cb145702446 (data)
- Gemeinsame Normdatei: 13541220X
- International Standard Name Identifier: 0000 0000 5521 6264
- Library of Congress Control Number: no2002108662
- MusicBrainz: 02e81a75-461f-4b9d-b635-9cc916cef9c0
- Virtual International Authority File: 61791128
- WorldCat: E39PBJpDQqQPgTTcy7GbFQDg8C